# Prionyx senilis
Prionyx senilis là một loài côn trùng cánh màng trong họ Sphecidae, thuộc chi Prionyx. Loài này được Morice miêu tả khoa học đầu tiên năm 1911.